# Onthophagus schultzei
Onthophagus schultzei là một loài bọ cánh cứng trong họ Bọ hung (Scarabaeidae).